# Alongos
Alongos (llamada oficialmente San Martiño de Alongos) es una parroquia y un lugar del municipio español de Toén, en la provincia de Orense, Galicia.

## Toponimia
La parroquia también es conocida por el nombre de San Martín de Alongos.

## Historia
Hacia mediados del siglo XIX, la parroquia, ya por entonces perteneciente a Toén, tenía contabilizada una población de 289 habitantes. Aparece descrita en el segundo volumen del Diccionario geográfico-estadístico-histórico de España y sus posesiones de Ultramar de Pascual Madoz con las siguientes palabras:

ALONGOS (San Martin de): felig. en la prov., dióc. y part. jud. de Orense (1 leg.), y ayunt. de Toen: sit. á la márg. izq. del r. Miño; clima sano: comprende las ald. de Alongos, Corredoira, Outeiro, Regengo, Resayo y Tapia, que reunen 60 casas y varias chozas en que custodian el ganado. La igl. parr. (San Martin) está servida por un curato de primer ascenso y presentacion ordinaria: el térm. confina por N. con el r. Miño, al E. con Mugares, al S. Toen, y por O. con Sta. Maria de Teá: el terreno participa de monte poblado y de llano fértil: el camino de Orense á Ribadavia que cruza por está felig. está bastante descuidado: el correo se recibe en la cap. del part.: Prod: vino, trigo, maiz, castaña y algunas legumbres y pasto: cria ganado vacuno, de cerda y lanar: pobl. 54 vec.: 289 alm. contr. con su ayunt. (V.).
(Madoz, 1845, p. 185)

## Organización territorial
La parroquia está formada por diez entidades de población, constando tres de ellas en el nomenclátor del Instituto Nacional de Estadística español:

### Entidades de población
Entidades de población que forman parte de la parroquia:
- Alongos
- Barrio da Liberdade
- Freixendo
- O Outeiro
- O Santo
- O Torrón
- Prado
- Reguengo
- Rosario

### Despoblado
Despoblado que forma parte de la parroquia:
- A Carretera (A Corredoira)

## Demografía

### Parroquia
| Gráfica de evolución demográfica de Alongos (parroquia) entre 2000 y 2023 |
|                                                                           |
| Datos según el nomenclátor publicado por el INE.                          |

### Lugar
| Gráfica de evolución demográfica de Alongos (lugar) entre 2000 y 2023 |
|                                                                       |
| Datos según el nomenclátor publicado por el INE.                      |